# Abbans-Dessous
Abbans-Dessous é uma comuna francesa na região administrativa de Borgonha-Franco-Condado, no departamento de Doubs. Estende-se por uma área de 3,2 km². Em 2010 a comuna tinha 264 habitantes (densidade: 82,5 hab./km²).